# Trädgårdsföreningen
Le Trädgårdsföreningen (le jardin de la Société d'Horticulture) est un parc au centre de Göteborg, juste à côté du canal et tout près de Kungsportsavenyn. Au milieu du parc, on trouve de grandes serres, avec des plantes tropicales. Dans une de ces serres, le Fjärilshuset (« la serre des papillons »), il y a des papillons tropicaux.
Une roseraie présente de nombreux rosiers anciens ou modernes.
Ce parc est un lieu très prisé par les Gothembourgeois.

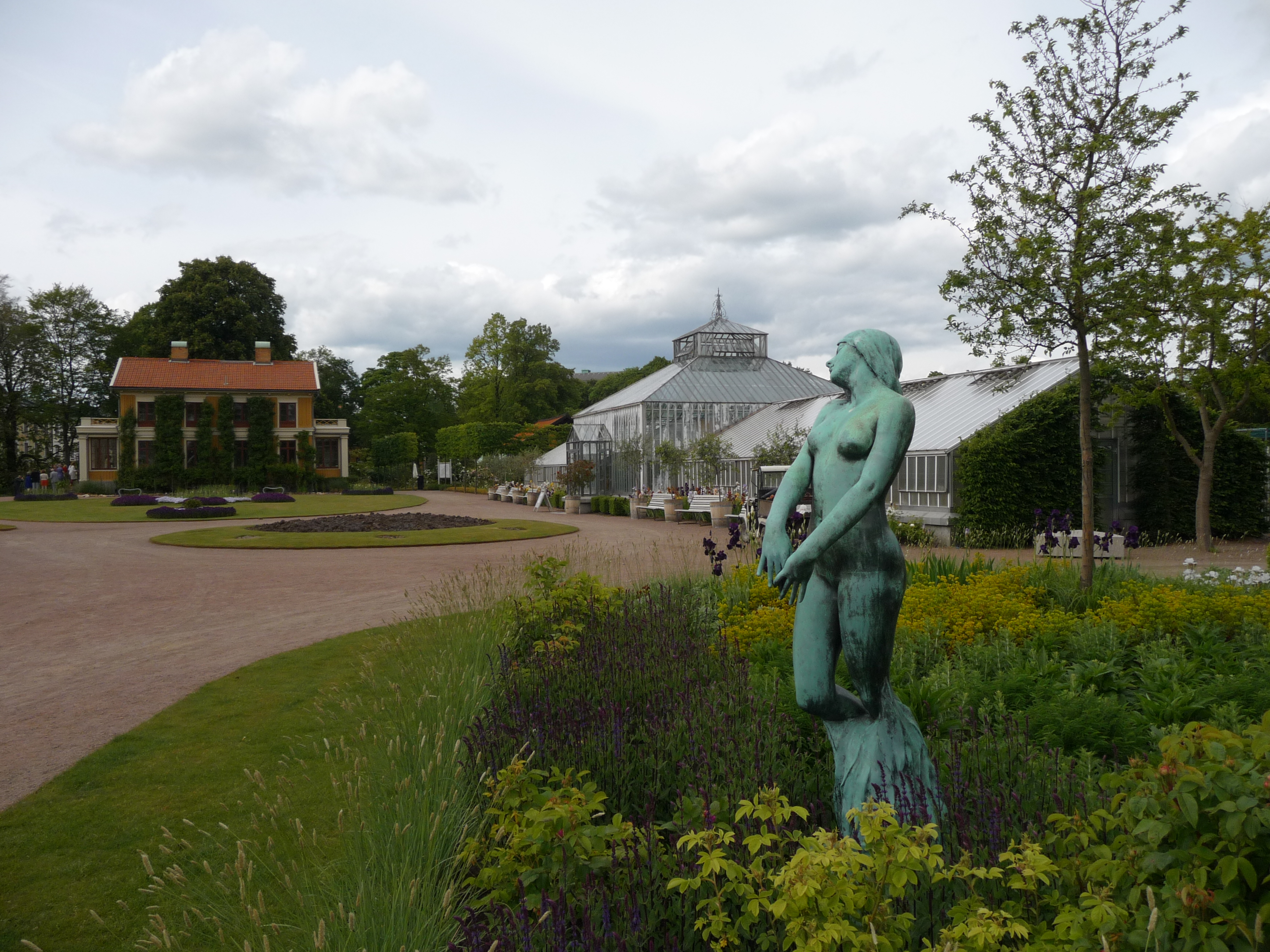